# Museo archeologico della città di Vercelli
Il Museo Archeologico della Città di Vercelli (MAC) si colloca nell'ex manica medievale del complesso di Santa Chiara nei pressi del centro storico di Vercelli; è stato inaugurato nel 2014 e aperto al pubblico all'inizio del 2015. Il museo è stato intitolato a Padre Luigi Bruzza, noto studioso che tanto si occupò dell'archeologia vercellese.
L'esposizione conserva reperti archeologici frutto di scavi stratigrafici esclusivamente urbani realizzati negli ultimi 30 anni circa e che consentono di ricostruire molti aspetti della vita nell'antica città di Vercellae e del precedente insediamento preromano dei Libui.
L'allestimento prevede l'esposizione di molti reperti collocati sia all'interno di vetrine luminose, sia, in alcuni casi, al di fuori di esse; quindi l'adozione di pannelli esplicativi, video ricostruttivi, schermi touch e videoproiettori, contribuisce a rendere il percorso più immediato e fruibile ad un vasto pubblico.  Le sale espositive sono sette, collocate al primo piano e seguono un percorso cronologico e tematico. 

## Storia

### Luigi Bruzza (1813 - 1883)

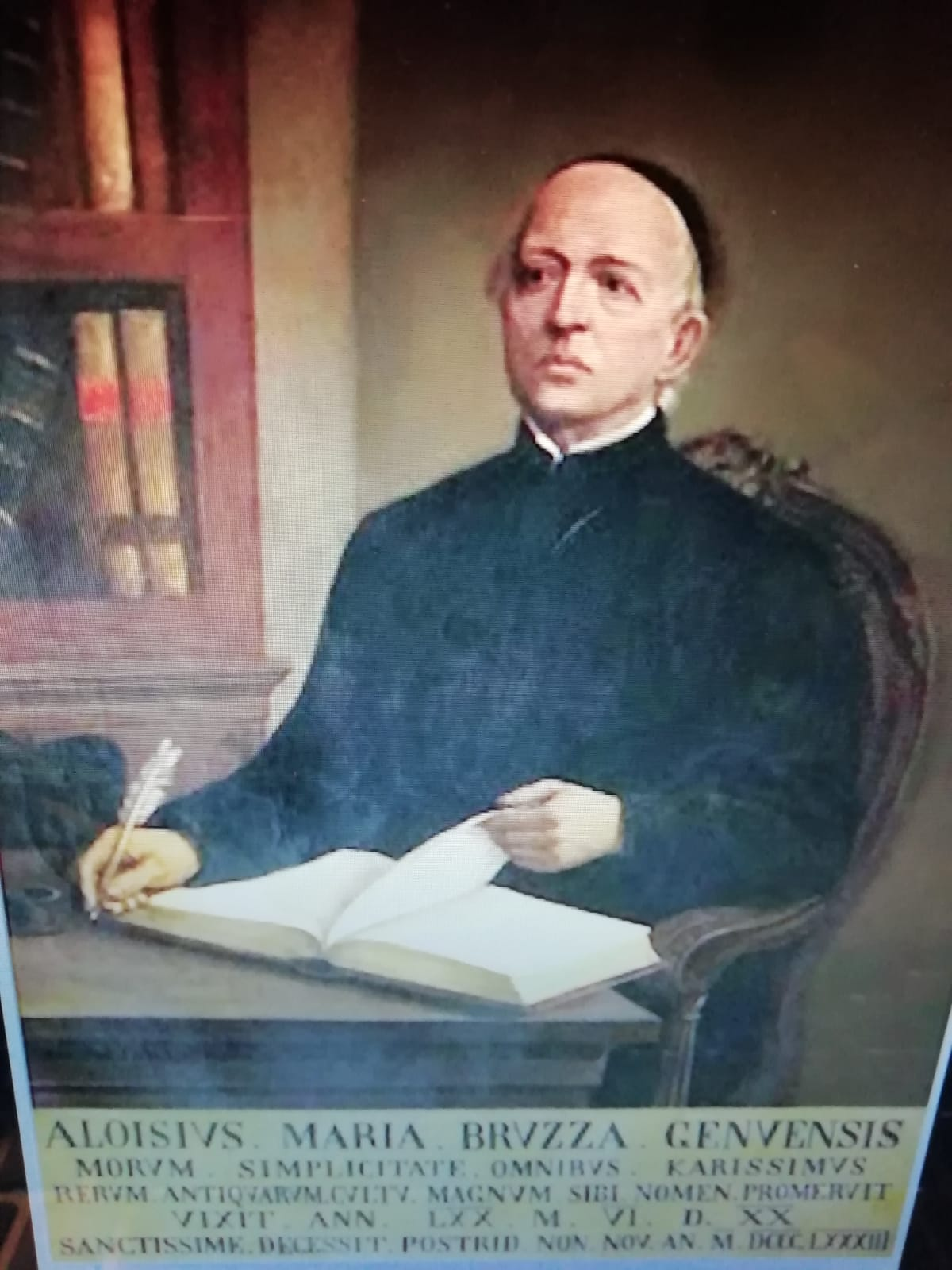
Ritratto di Luigi Bruzza

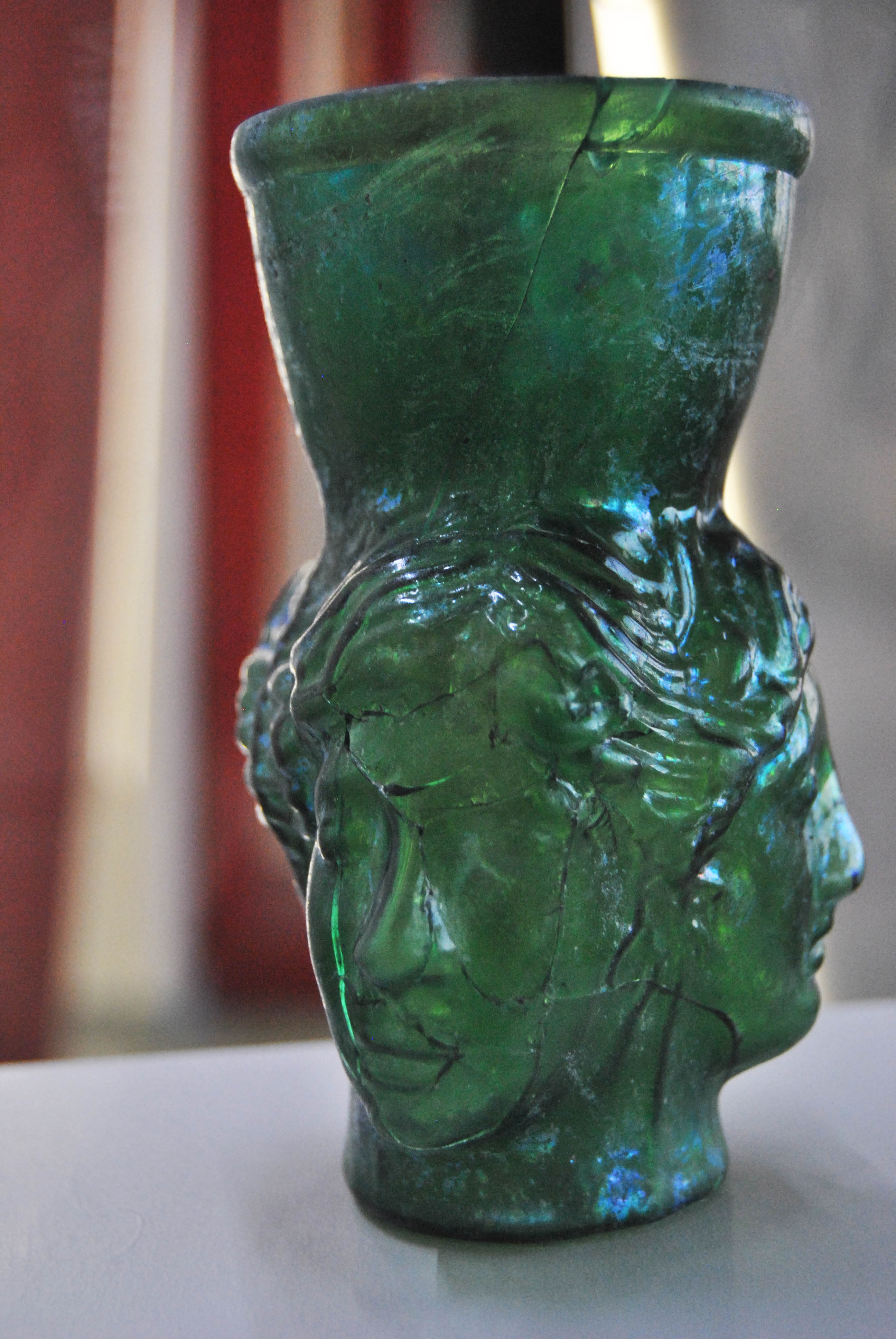
Bicchiere in vetro raffigurante tre volti di donna

Luigi Bruzza nacque il 15 marzo 1813 a Genova; dopo la laurea e una tesi sulla letteratura latina, intraprese il noviziato e si trasferì a Roma per studiare Teologia. Qui conobbe Luigi Ungarelli, archeologo orientalista che alimentò il suo interesse per l'antichistica. Nel 1839 giunse a Vercelli per insegnare Retorica presso le scuole di S. Cristoforo. Il suo soggiorno vercellese durò fino al 1853, momento in cui si trovò costretto a trasferirsi prima a Napoli, poi a Moncalieri e infine a Roma (1867). Durante la sua permanenza a Napoli approfondì gli studi sulla Magna Grecia, tanto da imparare il greco in breve tempo. A Roma invece studiò i marmi lunensi, i bolli anforacei provenienti dal monte Testaccio, seguì gli scavi dell'area dell'Emporio, arrivando a scrivere dei testi su tali ricerche. Morì a Roma il 6 dicembre 1883. 

#### Il lapidario e il progetto di un Museo Civico
Durante la sua permanenza a Vercelli Bruzza si appassionò sempre più all'archeologia e all'epigrafia, iniziando così a dedicare la maggior parte del proprio tempo allo studio dei materiali epigrafici e dei manufatti e alla stesura delle "Iscrizioni Antiche Vercellesi", opera che raccoglie tutto il materiale epigrafico rinvenuto dal Bruzza e dai suoi collaboratori, coi quali intratteneva un'assidua corrispondenza. Egli inoltre sorvegliava gli scavi archeologici del territorio per cercare di salvare dalla distruzione anche tutti quegli oggetti che all'apparenza potevano sembrare poco preziosi; ecco dunque la ragione che ha spinto molti studiosi a definirlo un pioniere dell'archeologia moderna, fautore dello scavo pre-scientifico, basato cioè sulla raccolta, documentazione e catalogazione anche di frammenti e piccole evidenze. In questo arco di tempo Bruzza maturò un oneroso progetto: realizzare un Lapidario con annesso Museo Archeologico Civico. Il lapidario venne costituito nel 1877 presso il chiostro della Basilica di Sant'Andrea; invece il Museo non vide la luce.

#### Realizzazione
L'idea del Bruzza di creare un museo archeologico civico non trovò dei sostenitori e ben presto la cittadinanza se ne dimenticò. Bisognerà aspettare fino al 2014 per vederne la realizzazione.

## Descrizione

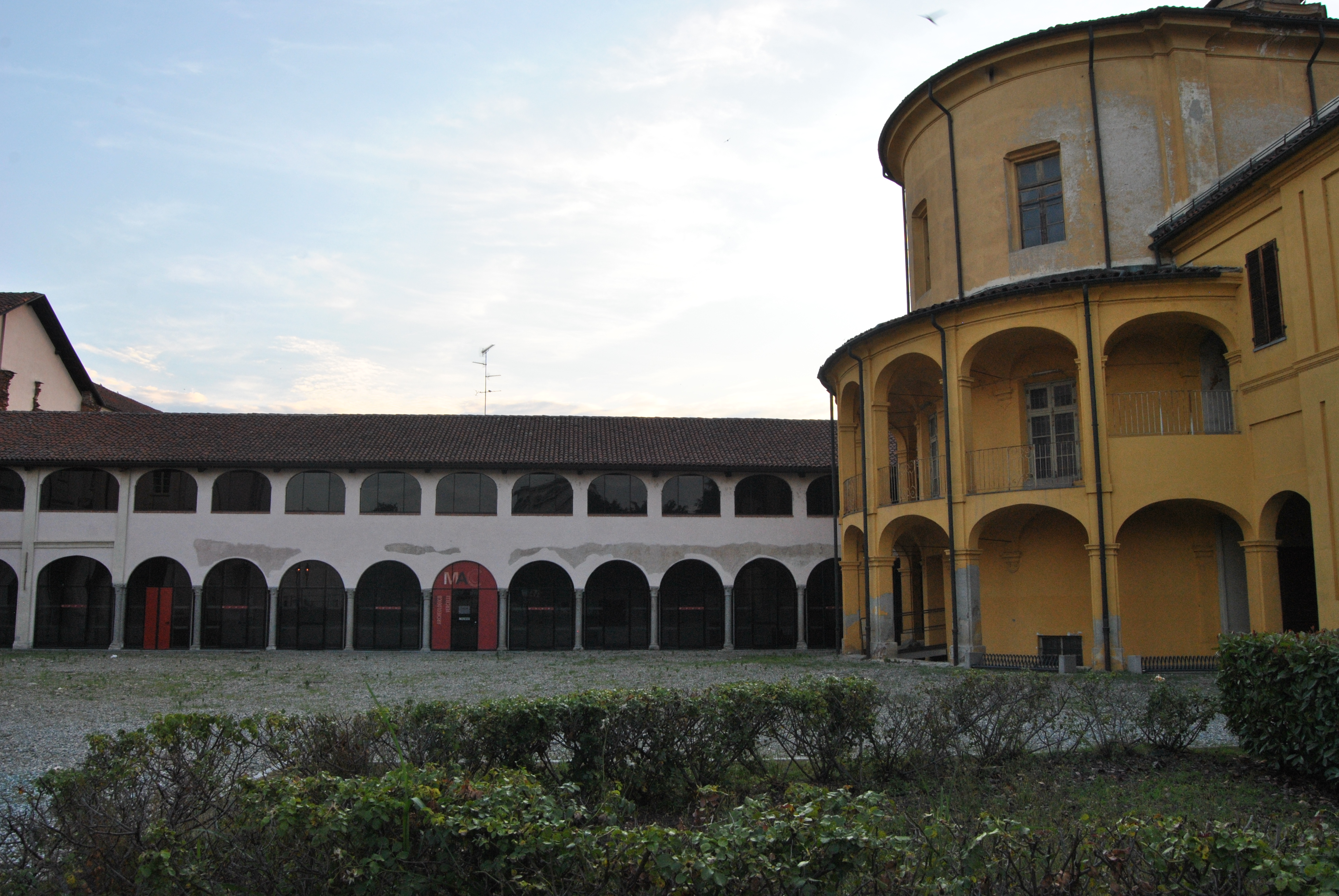
Abside della chiesa di Santa Chiara e manica medievale del complesso monastico

### Complesso monastico di Santa Chiara
La manica medievale dell'ex monastero di Santa Chiara è la sede presso cui il MAC è stato collocato.

#### Storia del complesso

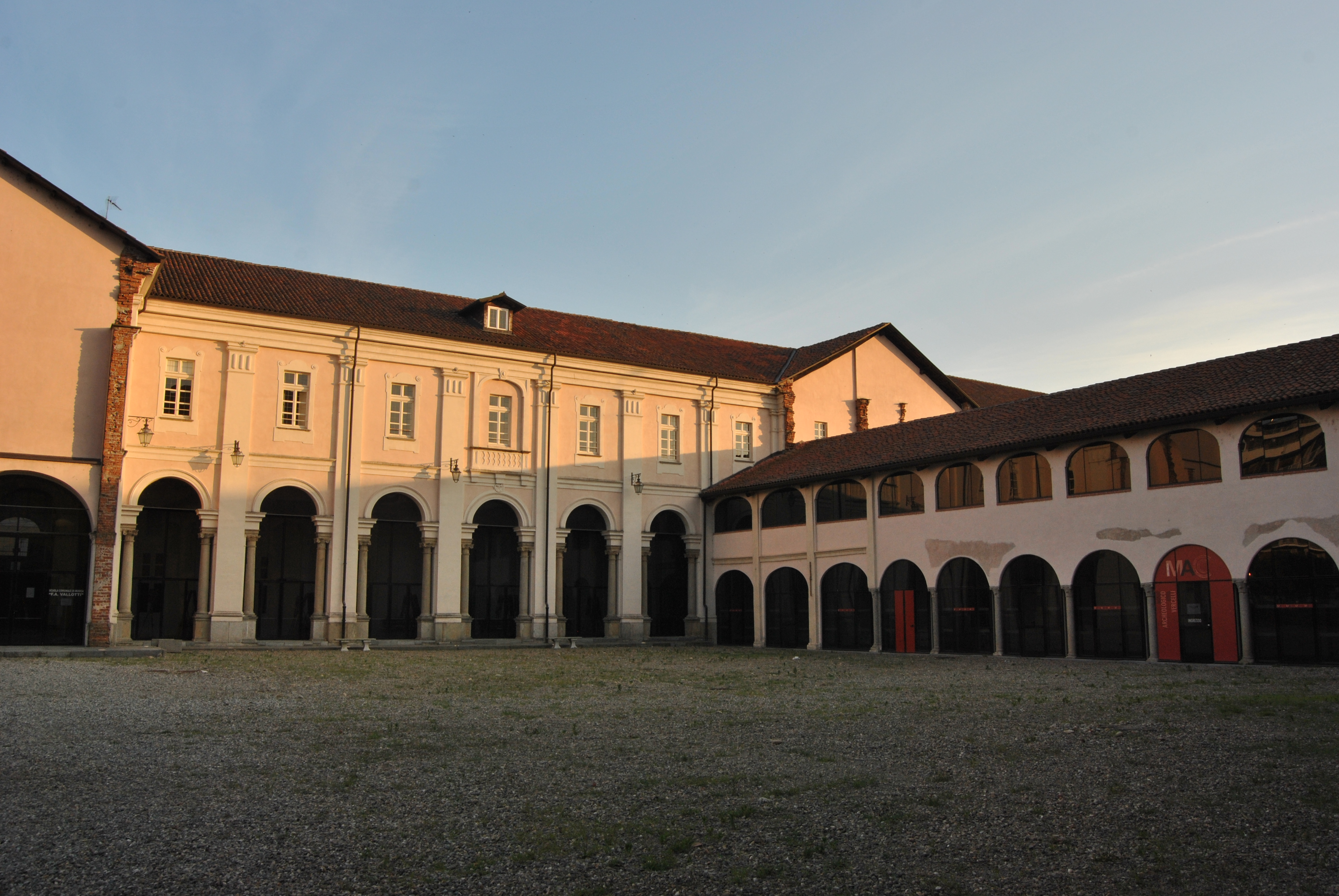
Lato settecentesco, attualmente sede della scuola di musica Vallotti

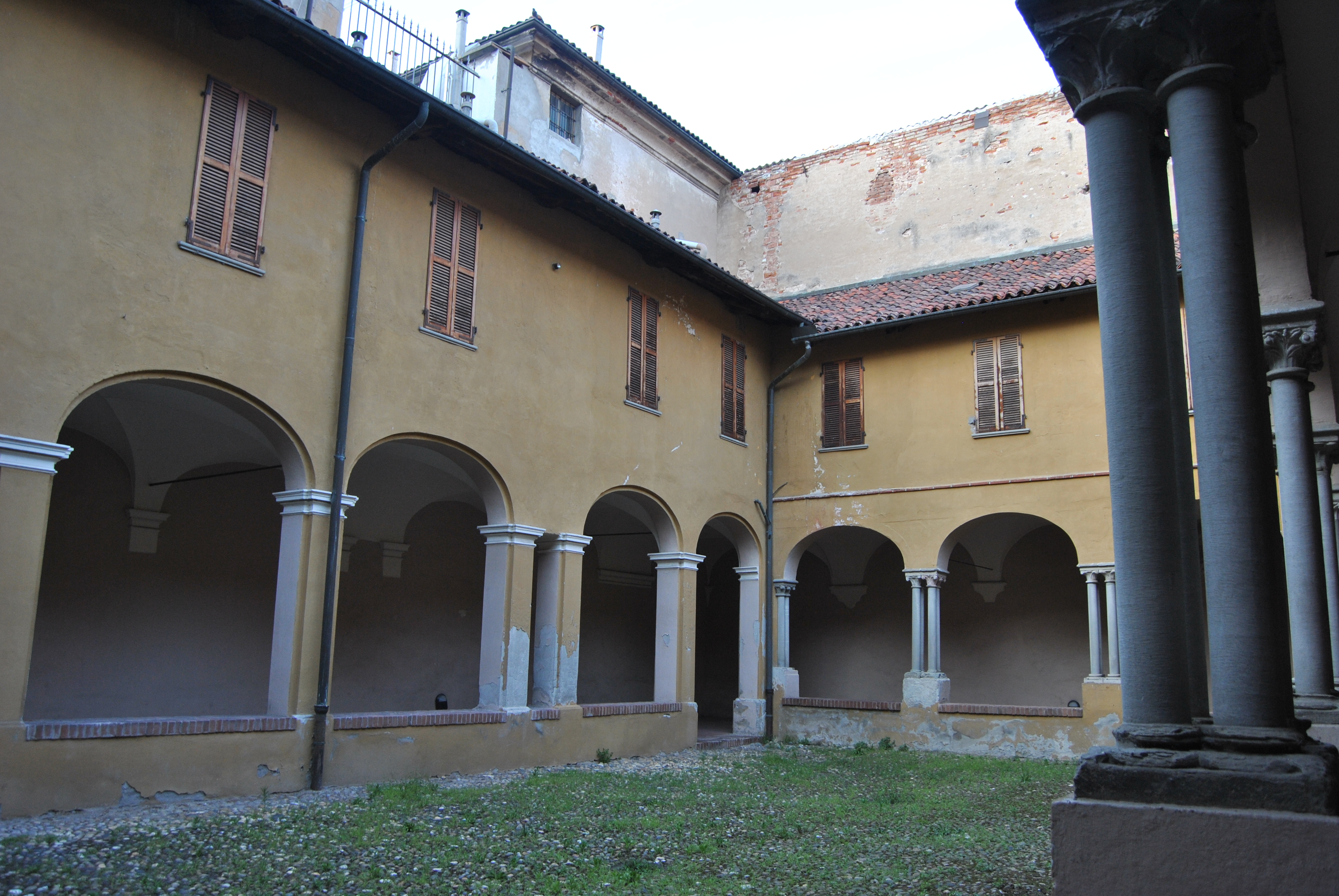
Veduta di un lato del chiostro di S. Graziano

Il complesso di Santa Chiara sorge su un'area occupata da una chiesa più antica, la chiesa e il convento dei Santi Graziano e Felino; ad essa era annesso un ospedale, riservato ad ospitare viandanti e pellegrini. Nel 1458, per mezzo di una bolla papale, essa venne concessa ai lateranensi, mentre nel 1480 venne affidata alle clarisse per beneplacito di Papa Sisto IV, le quali la reintitolarono a Santa Chiara a seguito della soppressione della parrocchia di San Graziano (avvenuta nel 1664), che invece venne aggregata a quella di S. Agnese. Tra il 1754 e il 1761 l'edificio religioso venne completamente riprogettato da Bernardo Vittone: l'antica chiesa infatti era stata danneggiata dall'esercito francese e così fu abbattuta, eccetto il piccolo chiostro gotico. Le monache furono così costrette a vivere nei sotterranei, per sopravvivere alle bombe ma molte morirono ugualmente a causa delle pessime condizioni in cui furono costrette a vivere negli scantinati. A causa della soppressione degli ordini religiosi, avvenuta nel 1802, il monastero venne trasformato in un primo momento in un deposito, in seguito in dogana e successivamente in una caserma; la chiesa e la sagrestia vennero venduti al sacerdote francese Pietro Fournier, il quale a sua volta vendette nel 1823 i locali all'arcivescovo Giuseppe Maria Grimaldi; Grimaldi ristabilì il monastero e restituì la chiesa alle clarisse. Con la soppressione dei conventi del 1855 e del 1866, le monache furono costrette ad andarsene, ma solo qualche anno dopo, cioè nel 1878; il complesso così venne acquistato dal Comune di Vercelli. Le ultime vicende storiche lo vollero sede del 75º distretto miliare sino al 1957, magazzino comunale, ricovero per i senzatetto (dal 1947 al 1964) e location per il film d'esordio alla regia di Giuliano Montaldo, "Tiro al piccione" (1961). Inoltre, dal 21 ottobre al 26 novembre 1967, nella chiesa si tenne una mostra sull'architetto Bernardo Vittone.

#### Stile
La chiesa del complesso di Santa Chiara fu totalmente riprogettata in stile barocco dall'architetto torinese Bernardo Vittone; delle parti più antiche si conservano un piccolo chiostro (al quale si accede direttamente da via Farini) facente parte del complesso di San Graziano, e la manica medievale (sede del MAC). La pianta del chiostro medievale è rettangolare e presenta tracce di affreschi ormai molto consunti. Nel XVIII secolo Ignazio Galletti realizzò il cortile posteriore alla chiesa e l'abside. L'edificio sacro presenta una cupola a pianta esagonale molto raffinata e luminosa, un'abside con doppio ambulacro e una facciata slanciata e curvilinea, che riprende anche esternamente il movimento interno dell'edificio; i lati invece risultano convessi e sormontati da archi, i quali a loro volta vengono sostenuti da alcuni fasci di colonne e lesene. Dopo diversi anni di restauri, la chiesa è stata adibita ad auditorium mentre il chiostro è stato suddiviso in più maniche, destinate a funzioni diverse (la manica settecentesca è oggi sede della scuola di musica Vallotti e la manica medievale è dimora del MAC). 

## Collezione
Il MAC conserva più di seicento reperti, tutti provenienti dagli scavi archeologici più recenti realizzati in città. Gli oggetti raccontano la storia dell'antica Vercelli partendo dai primi abitanti di cui si hanno tracce, cioè i Libui, per poi narrare lo sviluppo e l'apogeo del municipio romano, sino ad arrivare alla "crisi" dell'età tardoantica. 

### Allestimento

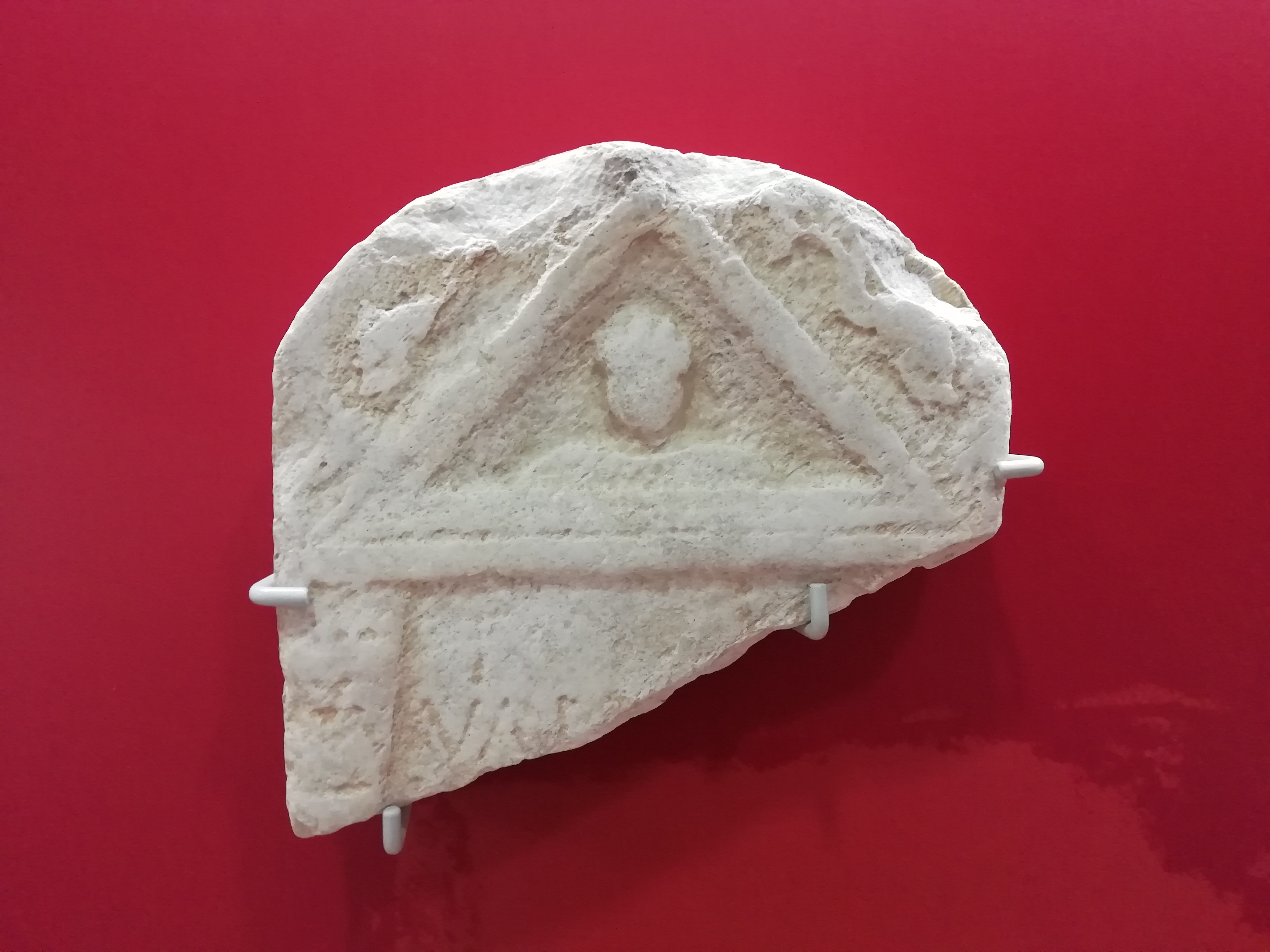
Stele funeraria

Il museo offre un allestimento moderno, interattivo e multimediale. Un lungo corridoio al primo piano immette nelle sette sale, alcune delle quali presentano doppio accesso. L'illuminazione è artificiale, eccetto per una parte del corridoio. I colori che dominano sono il bianco (delle pareti) e il rosso (delle vetrine e dei pannelli). Grazie all'uso di proiettori è possibile visualizzare alcuni oggetti non presenti nel museo; inoltre è stato predisposto un totem parlante della stele bilingue, conservata al Museo Leone di Vercelli, per spiegare la romanizzazione della città. Attraverso gli schermi touch è possibile comprendere i riti funerari dell'epoca romana, la planimetria dell'antica città, la disposizione di edifici pubblici e privati nonché delle necropoli, e le rotte commerciali. Il 3 dicembre del 2018 è stata inaugurata la sala dedicata al porto-canale di via Pastrengo, dove attraverso pannelli più tradizionali e schermi interattivi è possibile ricostruire l'aspetto originario del porto fluviale vercellese assieme alle rotte commerciali di svariati beni di consumo (garum, olio, vino, allume, tessuti, spezie).

### Sale

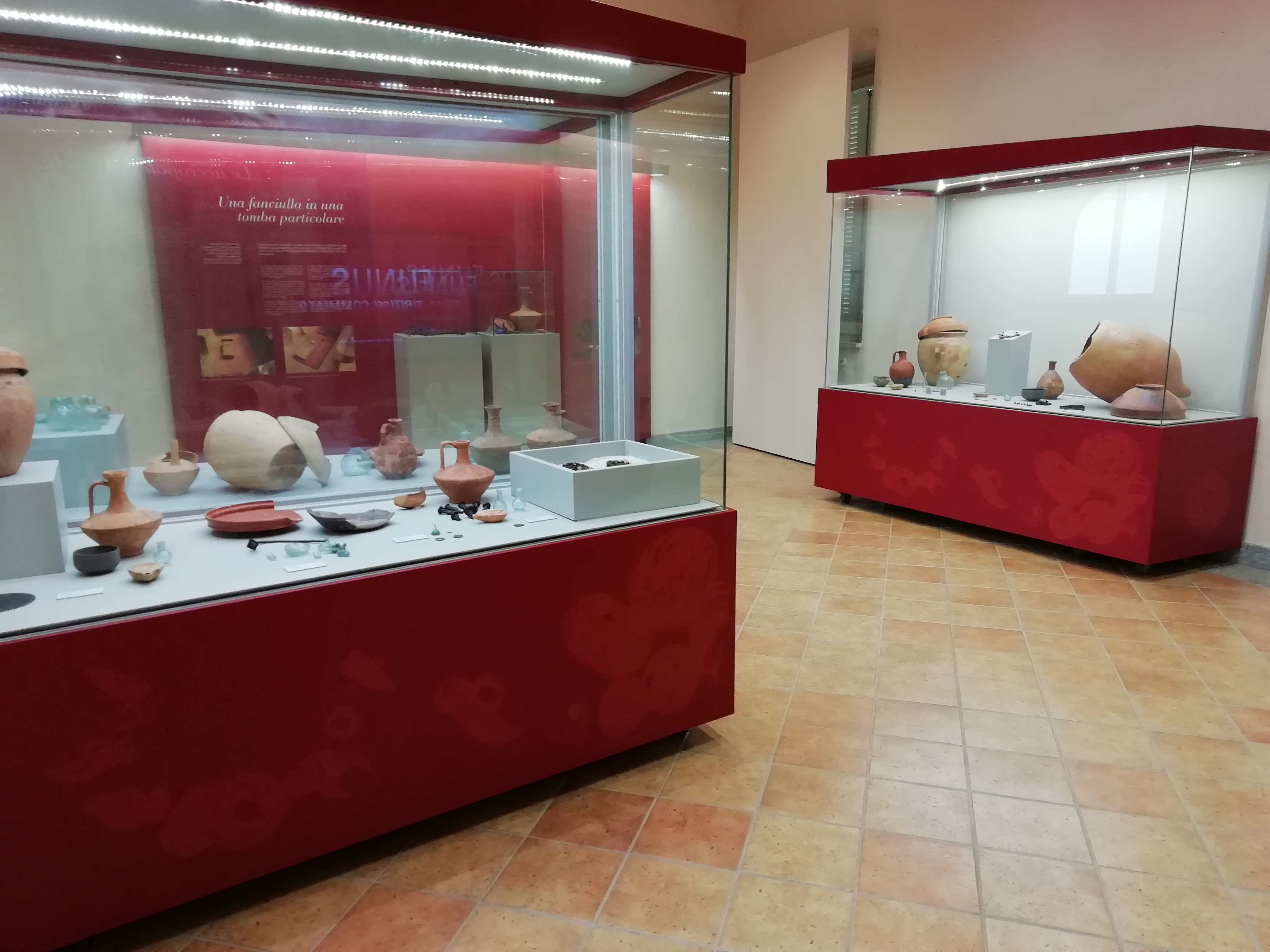
Una delle sale del MAC

Al primo piano dell'edificio ospitante il museo vi sono sette sale (disposte in ordine cronologico), ciascuna delle quali è dedicata ad uno specifico tema:
1. Il villaggio dei Libui
2. La romanizzazione
3. La città
4. Le domus
5. Le necropoli
6. La memoria
7. Il commercio e le attività artigianali

### Reperti

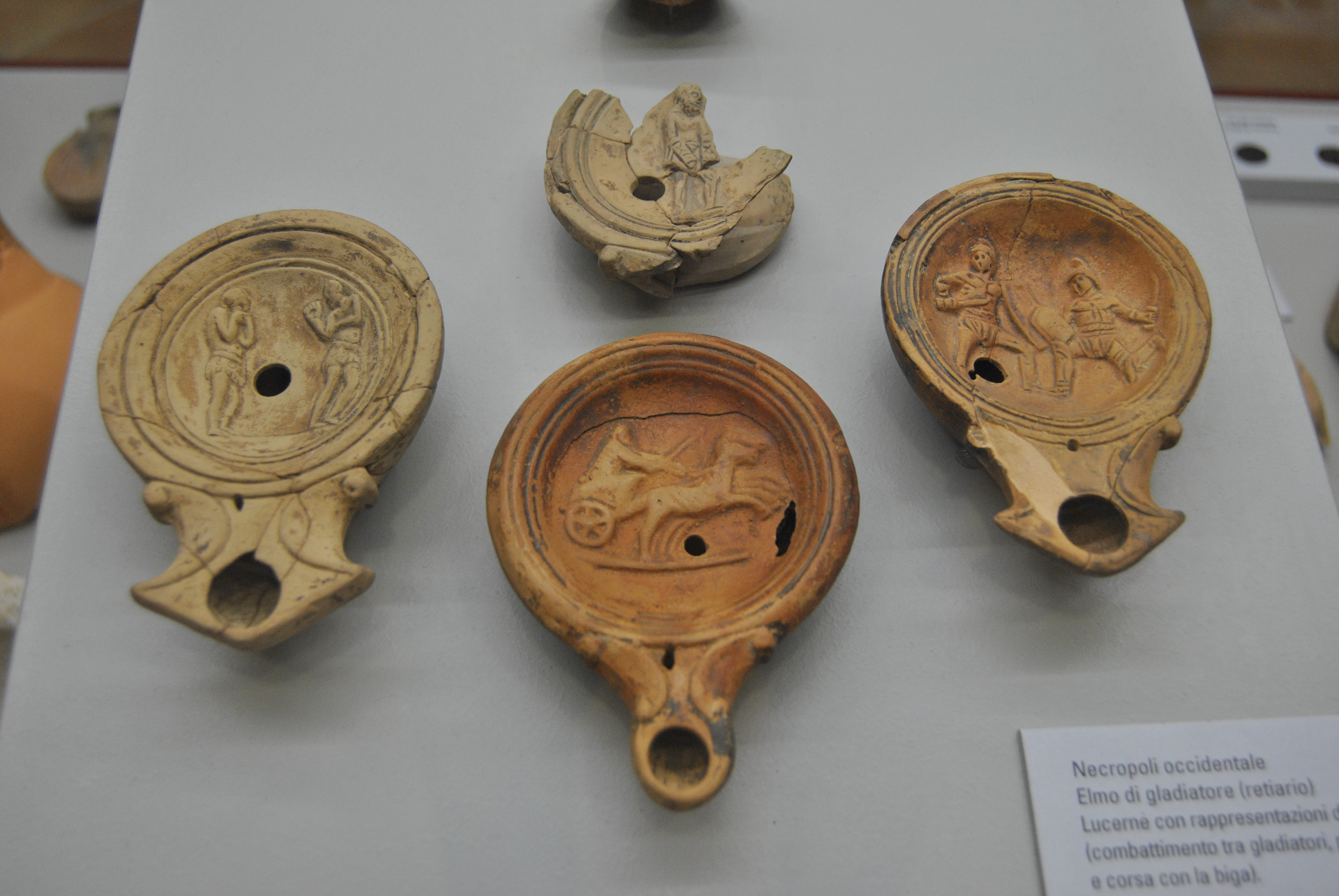
Lucerne con varie raffigurazioni

Gli 'oltre seicento reperti esposti permettono di avere una visione d'insieme sulla storia della Vercellae pre-romana e romana. Tra i manufatti presenti vi sono:
- stoviglie (bicchieri, piatti, bottiglie, pentole sia in vetro sia in ceramica);
- monete;
- gioielli (collane, amuleti, anelli);
- urne cinerarie;
- pedine e dadi;
- edicole e stele funerarie;
- statue e busti (sia in pietra sia in argilla);
- attrezzi (pesi da telaio, pinze, crogioli, mortai);
- elementi della toilette femminile (unguentari, pettini, spilloni);
- elementi domestici (lucerne, frammenti di pitture, chiavi);
- elementi decorativi vari (cerniere, appliques, antefisse, paraste);
- contenitori per il trasporto di alimenti (anfore);
- resti organici (pane, semi).

### Edilizia romana, pubblica e privata, al MAC

#### Edifici e le strutture pubbliche

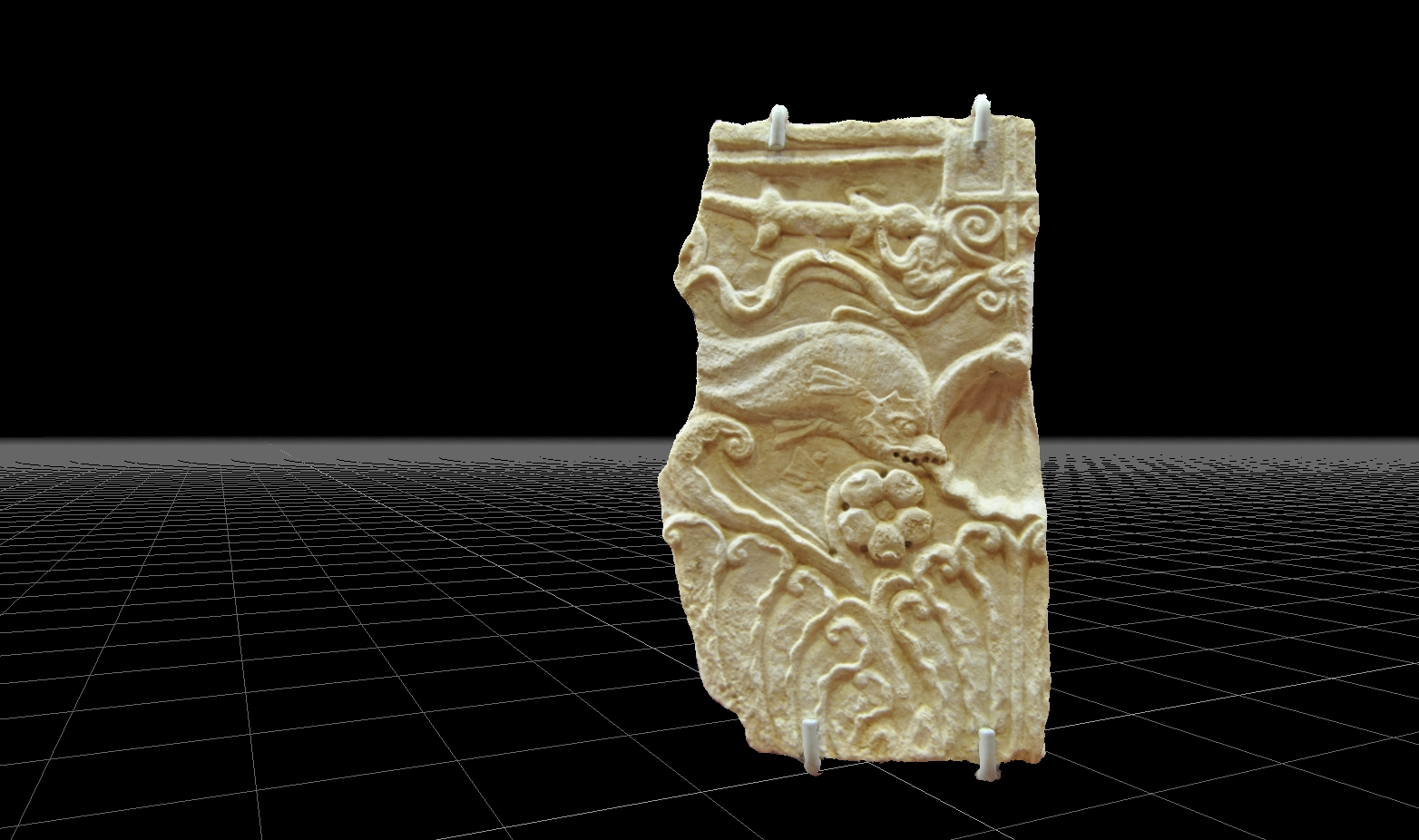
Modello 3d di parasta proveniente dall'area dell'anfiteatro

- L'anfiteatro: collocato fuori dalle mura, tra viale delle Rimembranze e corso De Rege, venne edificato tra la fine del I e gli inizi del II secolo d.C. Le sue dimensioni lo avvicinano all'anfiteatro di Arles (132 m x 102 m). Da quest'area provengono frammenti di cornici e lastre decorate, un peso in piombo che fa supporre l'esistenza di un velario e una serie di stoviglie da collegare alla presenza di tavole calde per consumare pasti veloci durante i lunghi spettacoli[6].

- Le terme: scavate tra il 1949, il 1998 e il 2004/2005, sono state edificate tra la fine del I e gli inizi del II secolo d.C. nell'area di via Simone di Collobiano (retro del Seminario); rimasero attive fino all'età tardoantica[7]. La struttura che, secondo studi recenti doveva avere una superficie superiore ai 1000 m², è composta da una sala a pianta centrale dal diametro di circa 20 metri sulla quale si aprono absidi poco profonde. Il sistema di riscaldamento veniva attivato grazie a dei forni sotterranei (praefurnia) che creavano calore; questo veniva fatto circolare sia nelle intercapedini parietali, sia al di sotto dei pavimenti grazie a dei rialzi (suspensurae). Inoltre sono stati identificati dei vani angolari, posti però ad un livello più basso, in uno dei quali è presente una vasca accessibile tramite un gradino[8]. Nel 1929, durante la ricostruzione del vicino Teatro Civico, emersero delle murature pertinenti ad una struttura di forma ellittica interpretate come una cisterna, forse in connessione con il complesso termale pubblico[9].

- Il porto-canale: in via Pastrengo, a pochi chilometri dai resti dell'Anfiteatro, sono emerse delle massicce banchine che delimitano un canale ampio circa 11 metri con annessa rampa laterale. Questo, del quale non si possiede l'intero tracciato, si dipartiva dalla Sesia e fungeva da punto di stoccaggio e smistamento delle merci che partivano o arrivavano per via fluviale. Adiacente al porto-canale vi erano anche dei magazzini (horrea)[10].

- La caupona: è un edificio preposto alla ristorazione veloce (come il fast food o il bar), solitamente posto lungo gli assi viari principali e più affollati della città. A Vercelli ne è stata individuata una datata tra il I a.C. e il I d.C. in via Giovenone; essa è caratterizzata dalla presenza di una serie di ambienti contigui affacciati sulla strada. All'interno della struttura sono emersi dei focolari, un bancone ad angolo per la preparazione e la cottura dei cibi, del vasellame da cucina per servire, conservare e consumare i cibi, i pasti e le bevande.

- La tinctoria[11]: è una vasta area industriale (non indagata per tutta la sua estensione) collocata in via Derna, nelle vicinanze dello stadio Silvio Piola; è stata identificata nel 2012 e datata tra il I e il II secolo d.C. Lo scavo ha portato in luce resti di fondazioni murarie, anfore per il drenaggio e una serie di manufatti connessi al settore della lavorazione della lana (pesi da telaio, mortai e macinelli per la preparazione del colore). L'area archeologica è stata documentata e successivamente reinterrata.

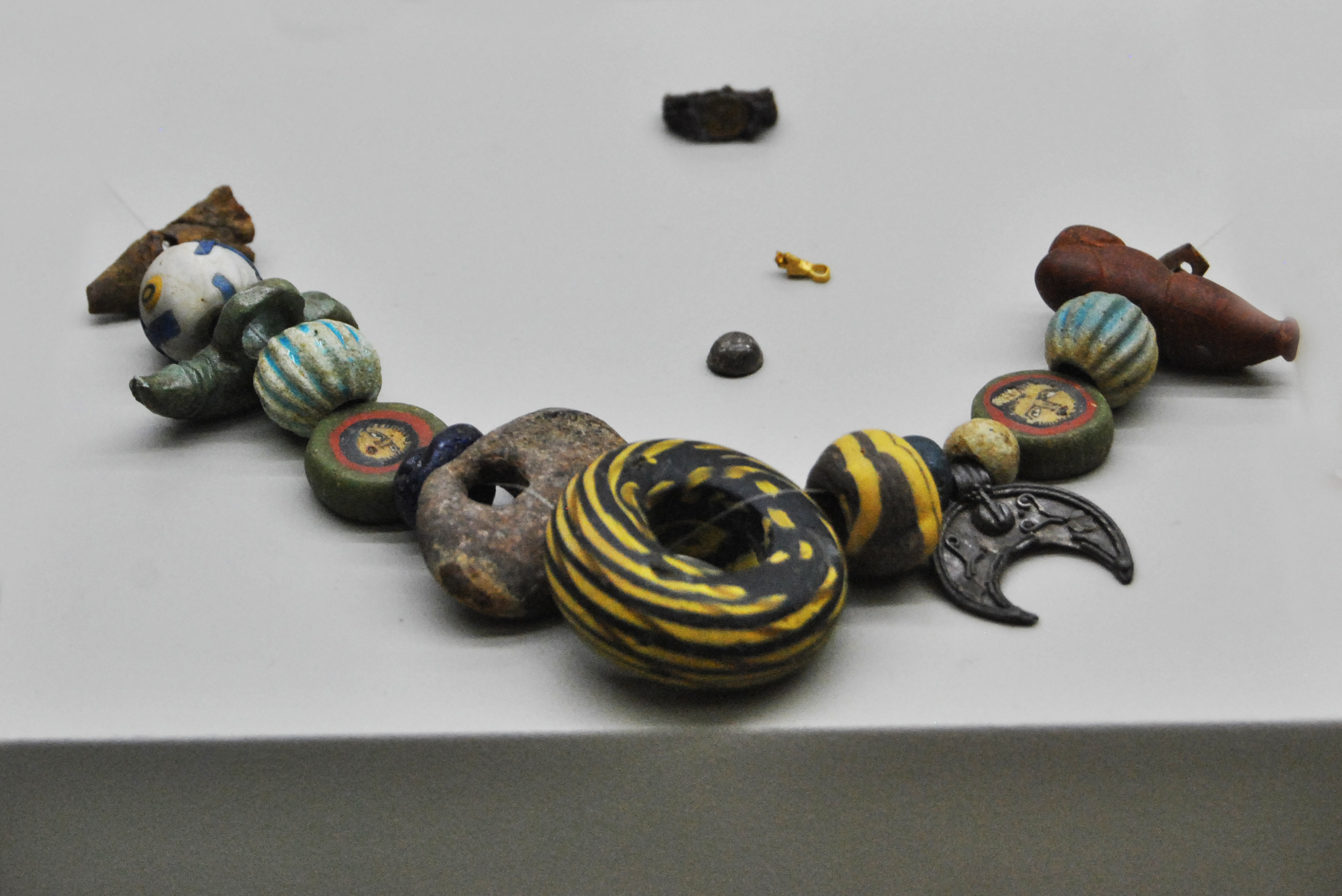
Collana-amuleto detta "della maga", proveniente da una sepoltura a cremazione

- Le necropoli: a Vercelli sono state individuate due grandi aree necropolari, una occidentale (corso Prestinari/via Testi[12]), l'altra nord-orientale (area Duomo[13]), quindi fuori dalla città e collocate lungo le vie di accesso principali, secondo l'usanza romana. Nella necropoli occidentale, quasi totalmente devastata da scavi clandestini, prevale il rito crematorio: i defunti venivano bruciati su una pira e le loro ceneri deposte in un'olla di vario materiale, in una cista litica o in un'anfora segata. La cremazione poteva essere diretta (avvenire nel luogo della sepoltura) o indiretta (avvenire in un luogo diverso da quello della sepoltura). Nella fossa veniva inserito anche il corredo funerario, che oggi permette talvolta agli archeologi di comprendere il sesso, l'età e lo status sociale del defunto. Nella necropoli nord-orientale invece il rito prevalente è quello a inumazione, in semplici fosse terragne oppure in sarcofagi in pietra o, più raramente, in marmo. Quest'ultima area sepolcrale fu usata per molti secoli, anche a seguito della caduta dell'Impero Romano d'Occidente. Numerosi sarcofagi provenienti dall'area del Duomo sono conservati al Museo Leone, nel cortile antistante l'ingresso della cosiddetta "manica di raccordo".

#### Gli edifici privati[14]
Tra le abitazioni private più ragguardevoli venute in luce vi è la domus detta del "Brut Fond" (zona sita tra il fossato del Castello, via Dal Pozzo, piazzetta Ranza e via Martignana), una casa romana molto estesa (circa 800 m²), appartenuta ad un personaggio illustre dell'antica Vercellae. Scavata nel 1987, al suo interno sono stati rinvenuti mosaici, tra i quali spicca quello pavimentale a motivo geometrico della sala detta "del triclinio" (visibile presso il MAC per mezzo di un proiettore a pavimento) e frammenti di intonaci del soffitto e delle pareti. Questi sono stati ricomposti, restaurati e ricollocati in museo, simulando la loro primigenia collocazione. L'edificio, datato all'età augustea, venne abbandonato verso la prima metà del II secolo d.C. riutilizzato come area sepolcrale tra il IV e il V secolo. La zona risulta inoltre interessante da un punto di vista storico-artistico per via della riscoperta della chiesa di Santo Stefano detta "de Civitate".

### Aree archeologiche della città e collocazione dei principali ritrovamenti archeologici
- le terme pubbliche (via Simone da Collobiano - area Seminario);
- l'anfiteatro (viale delle Rimembranze/corso Salamano);
- la caupona (via Giovevone/angolo via della Motta);
- tratti di mura romane (via Quintino Sella /via San Cristoforo);
- il porto-canale (via Pastrengo);

- la domus del Brut Fond (via Dal Pozzo - area Castello/Tribunale);

- la tinctoria o area industriale (via Derna - area stadio Silvio Piola);
- le necropoli occidentale e orientale (area Duomo e area corso Prestinari);
- tratto di strada basolata (via Duomo)[15];
- cisterna dell'acqua (via Monte di pietà - area Teatro Civico);
- il sistema fognario;
- villaggio e sepolture dei Libui (piazza Cavour[16], via Nigra, corso Libertà[17]).

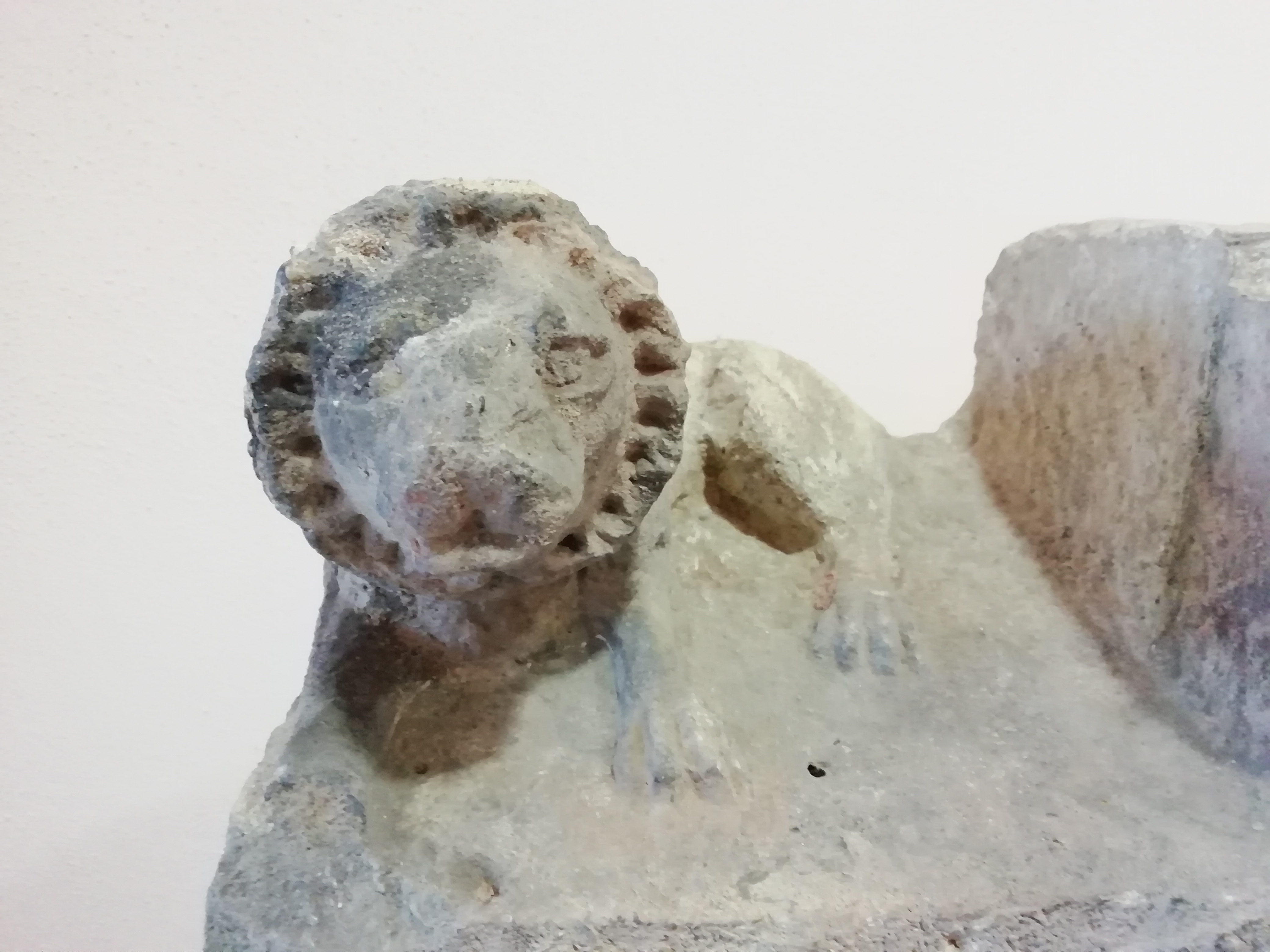
Particolare: leone acroteriale dell'edicola di Arruntio
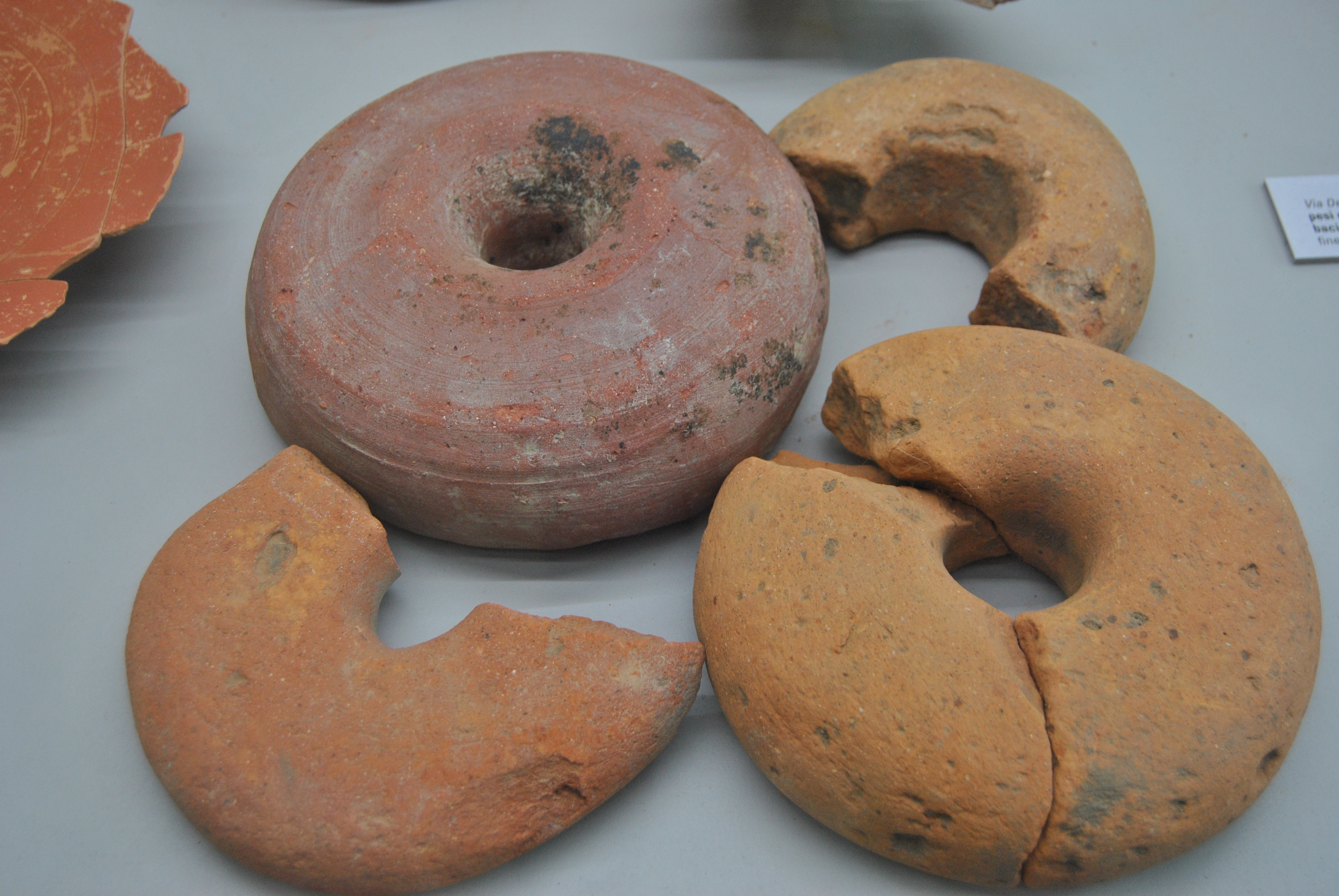
Pesi da telaio provenienti dall'area industriale di via Derna (tinctoria)
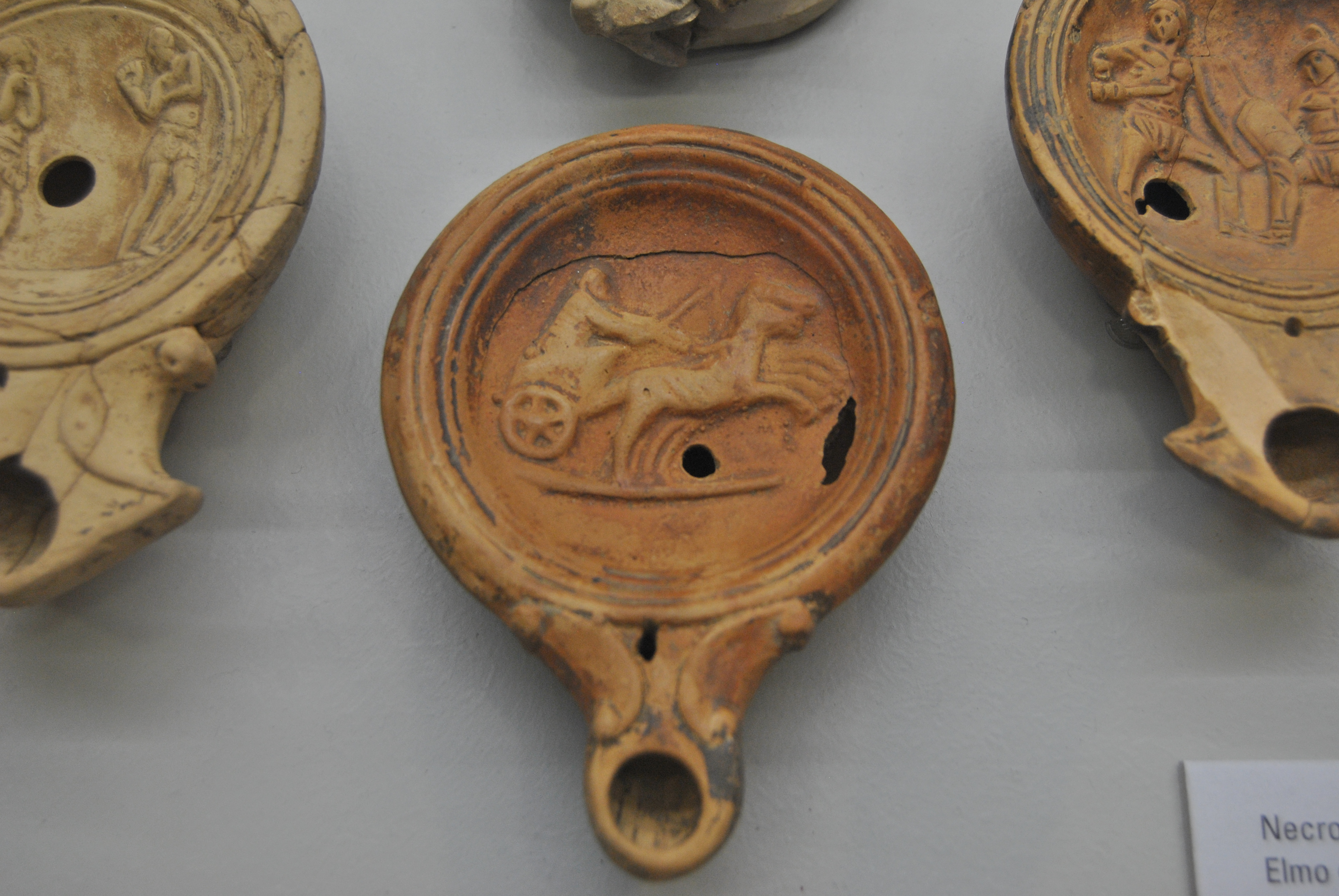
Lucerna raffigurante una quadriga
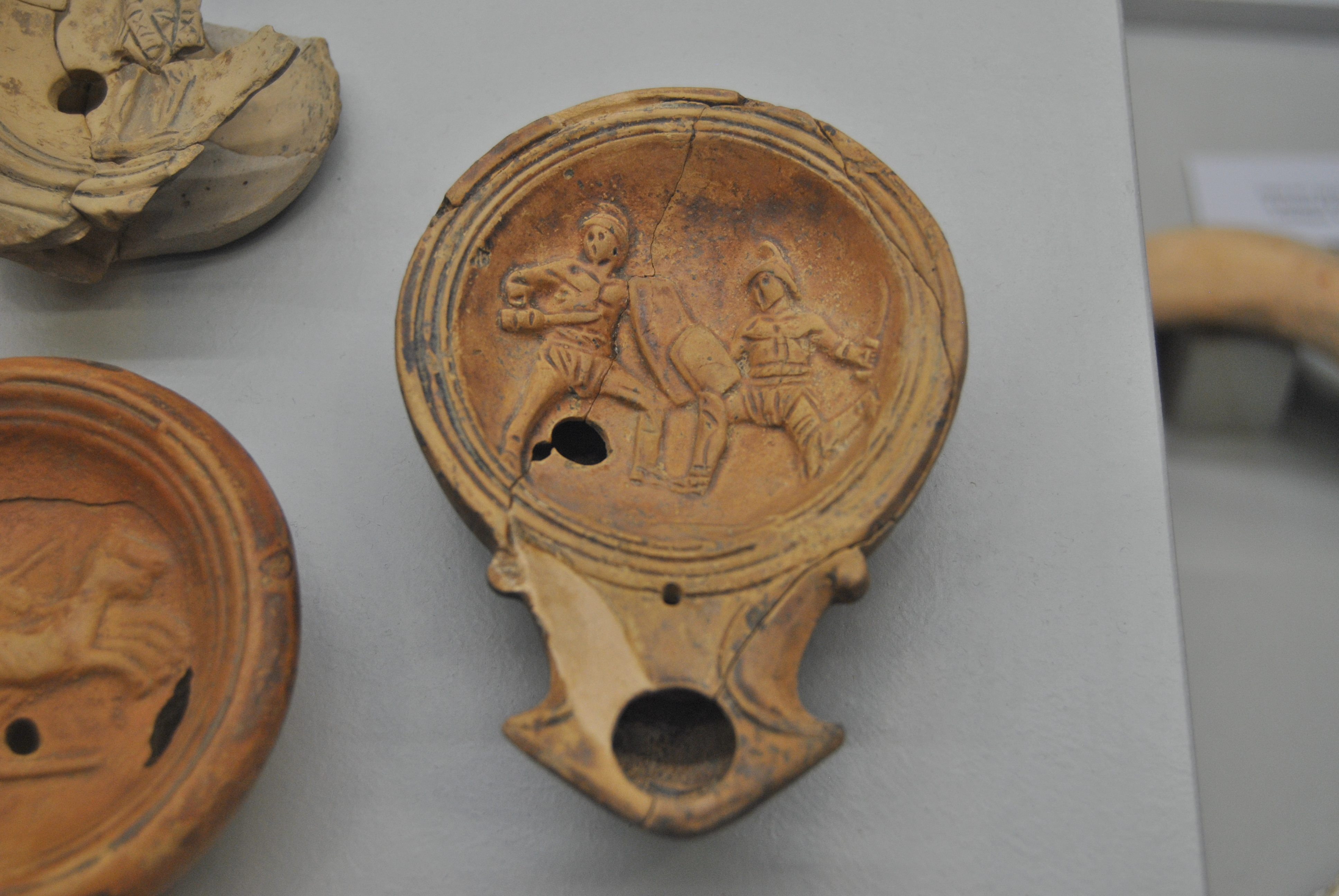
Lucerna raffigurante gladiatori che combattono
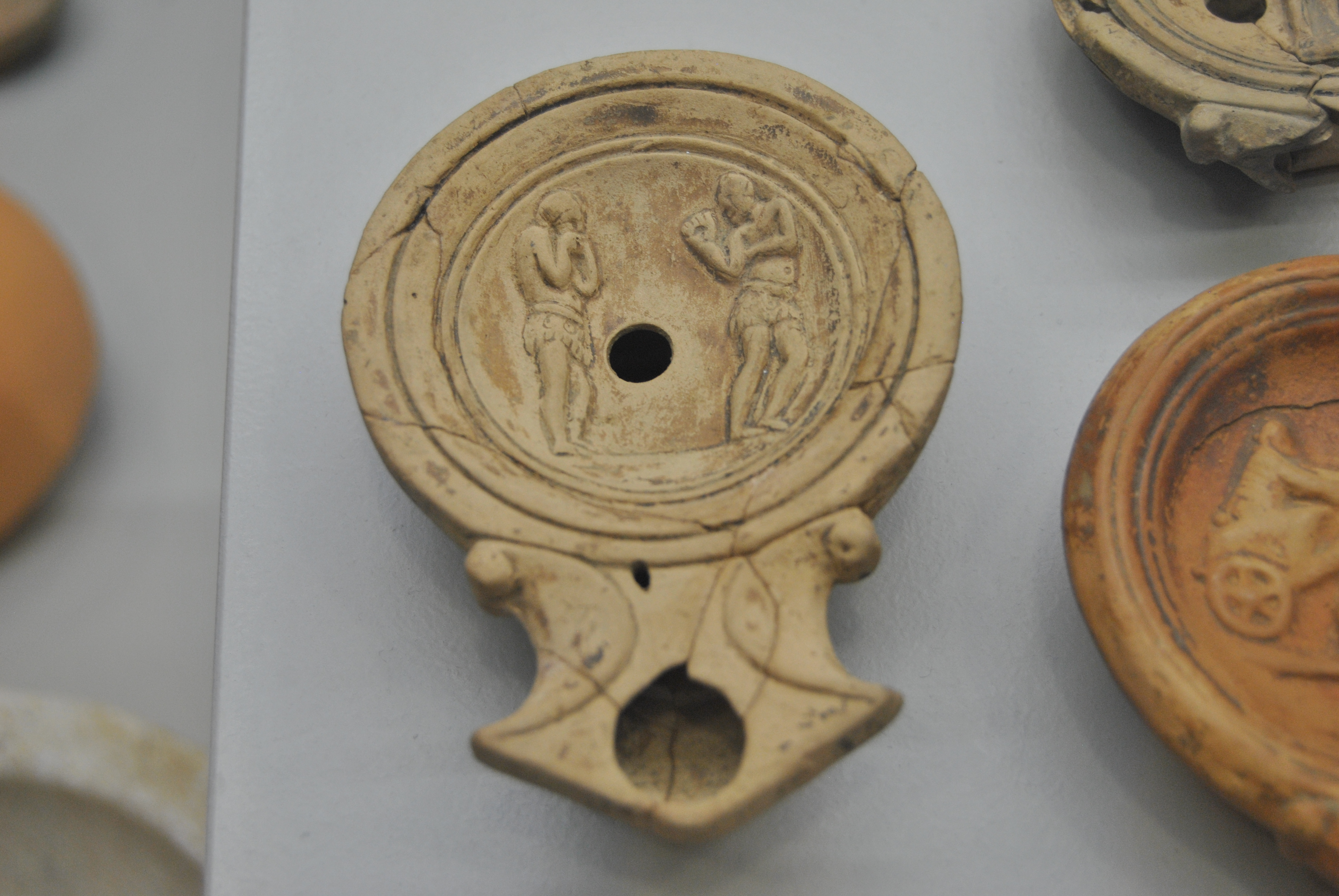
Lucerna raffigurante pugili che combattono
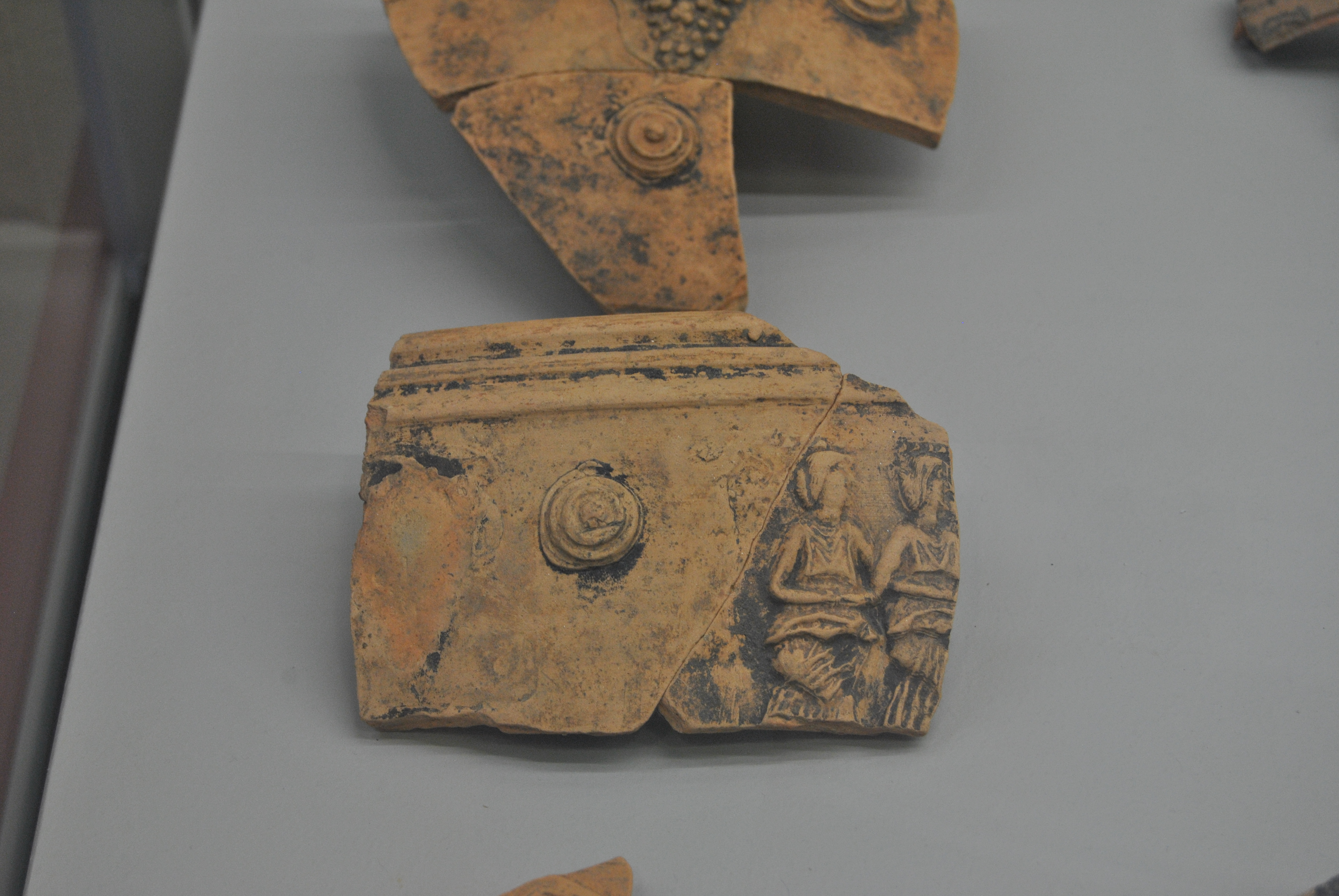
Frammento di coppa raffigurante Matrone durante una danza rituale
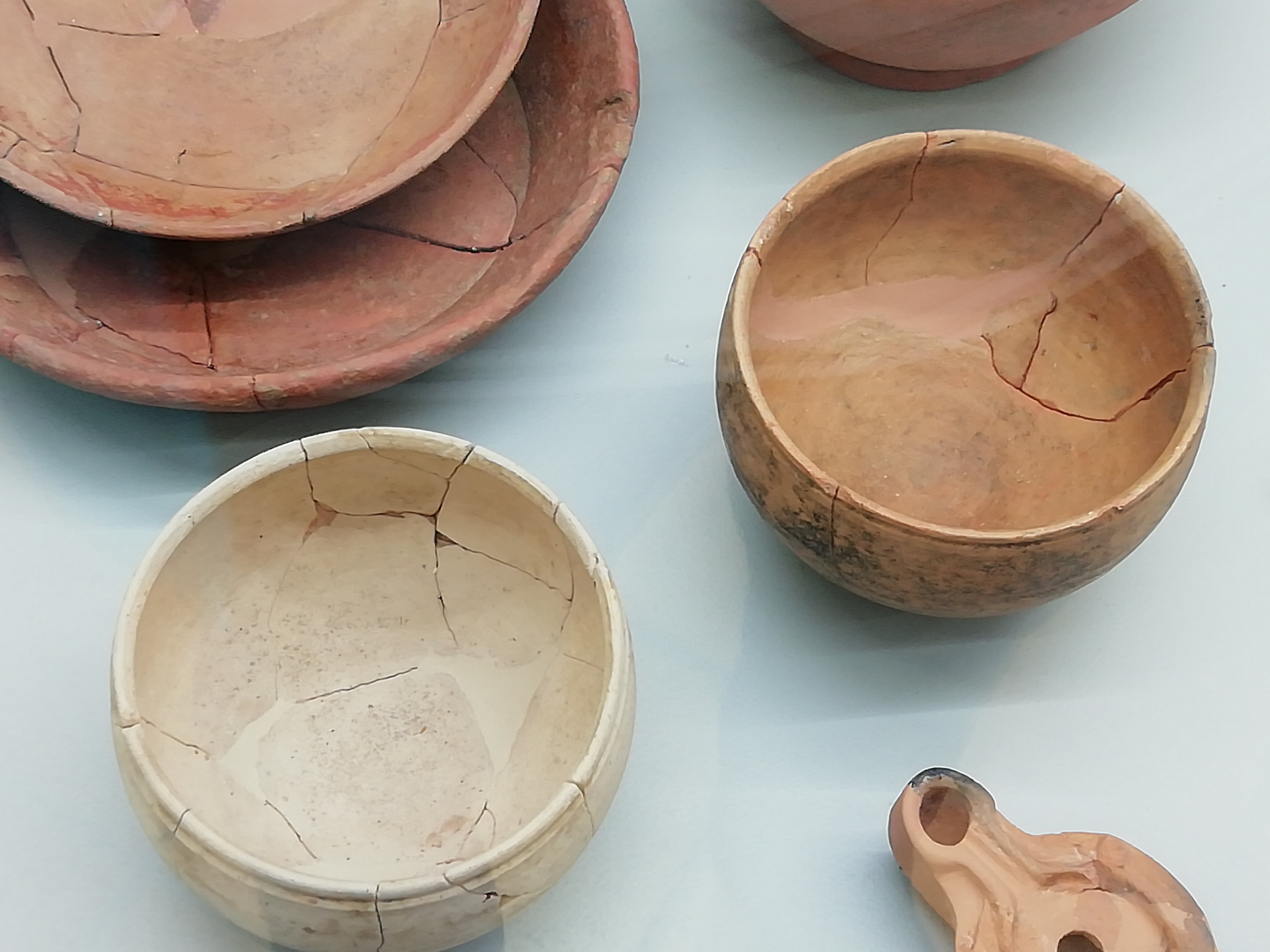
Ciotole in ceramica a impasto fine e depurato
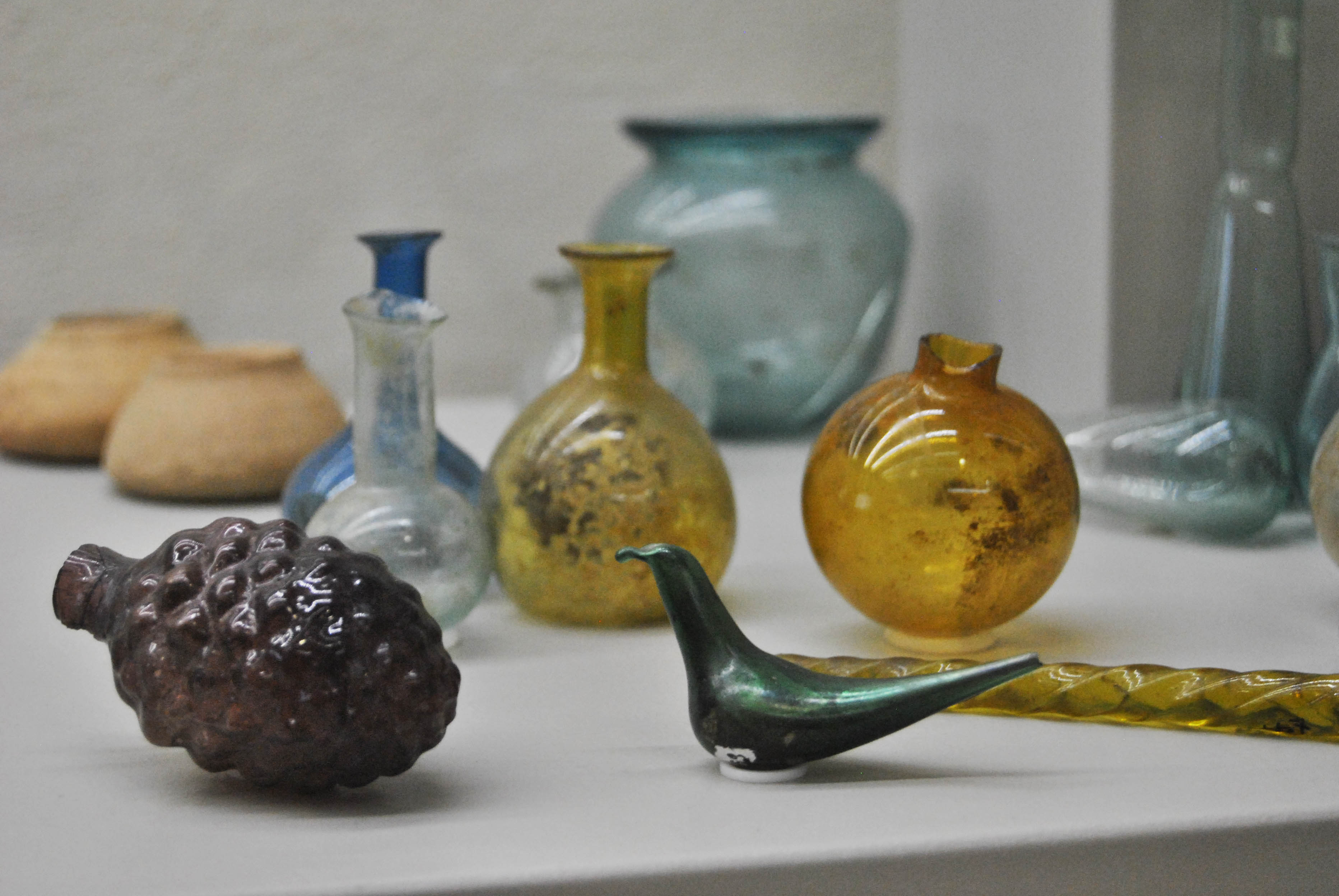
Alcuni dei vetri del museo
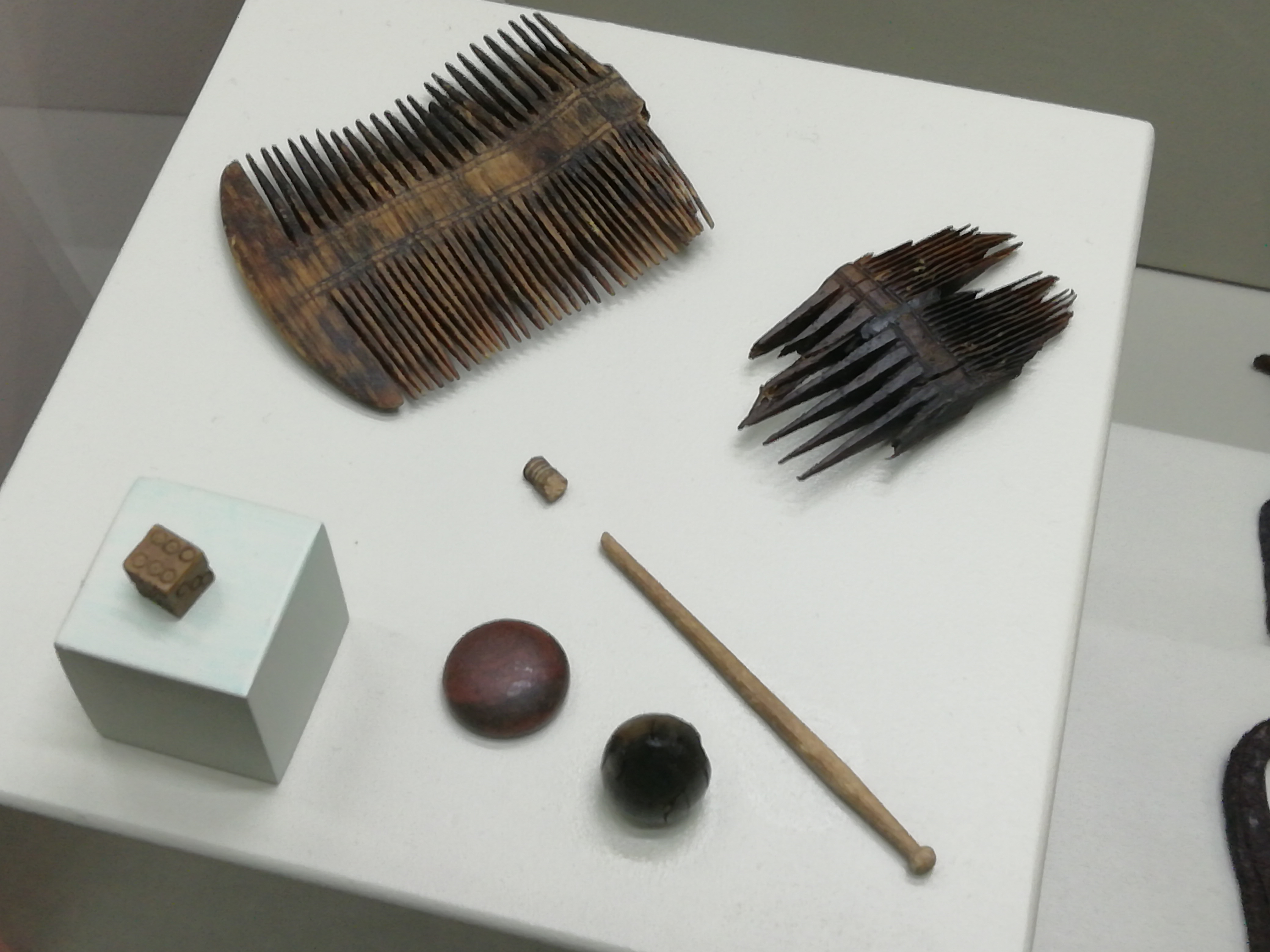
Pettini, pedina, dado, spillone, nocciola
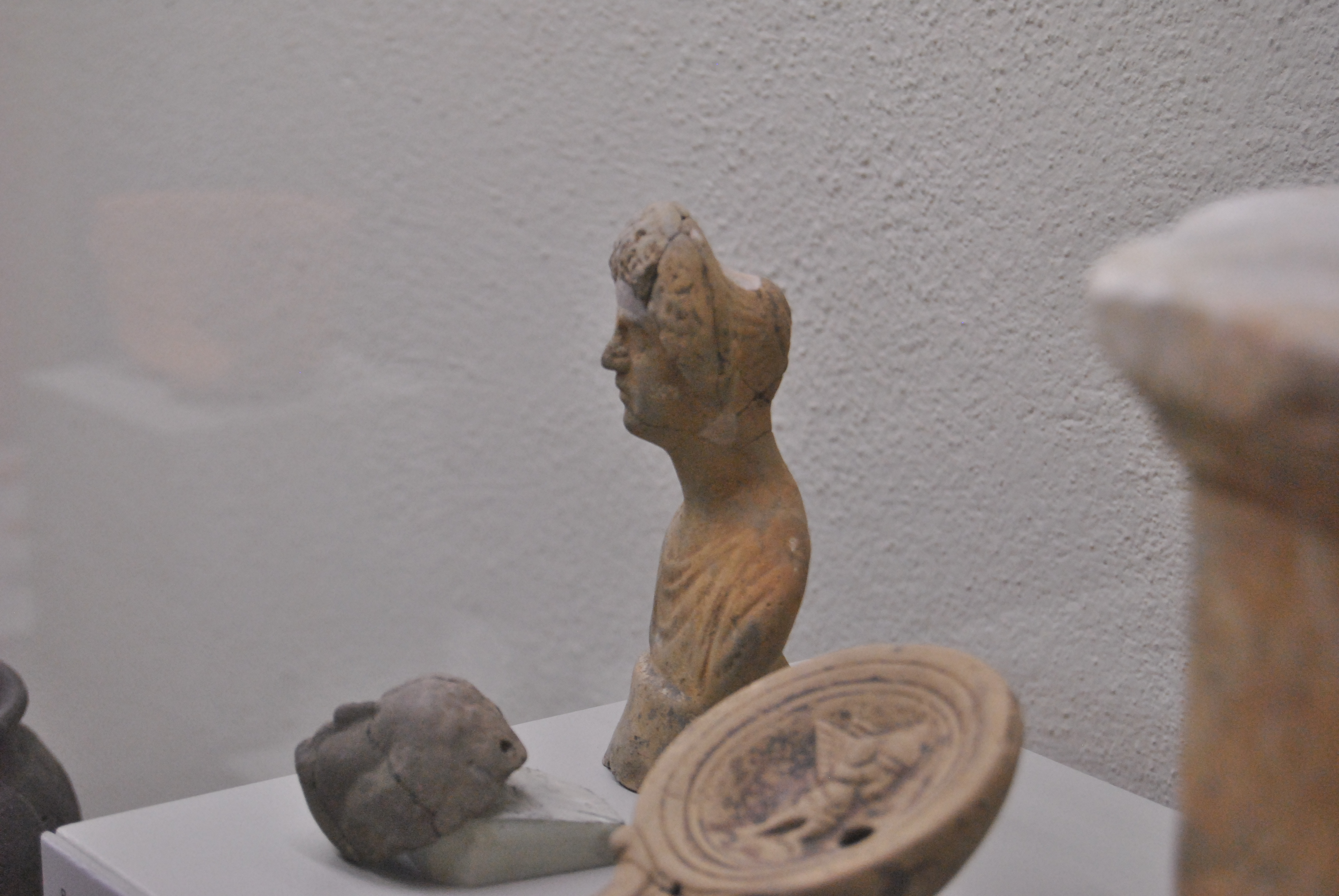
Coroplastica: figure femminili viste di profilo
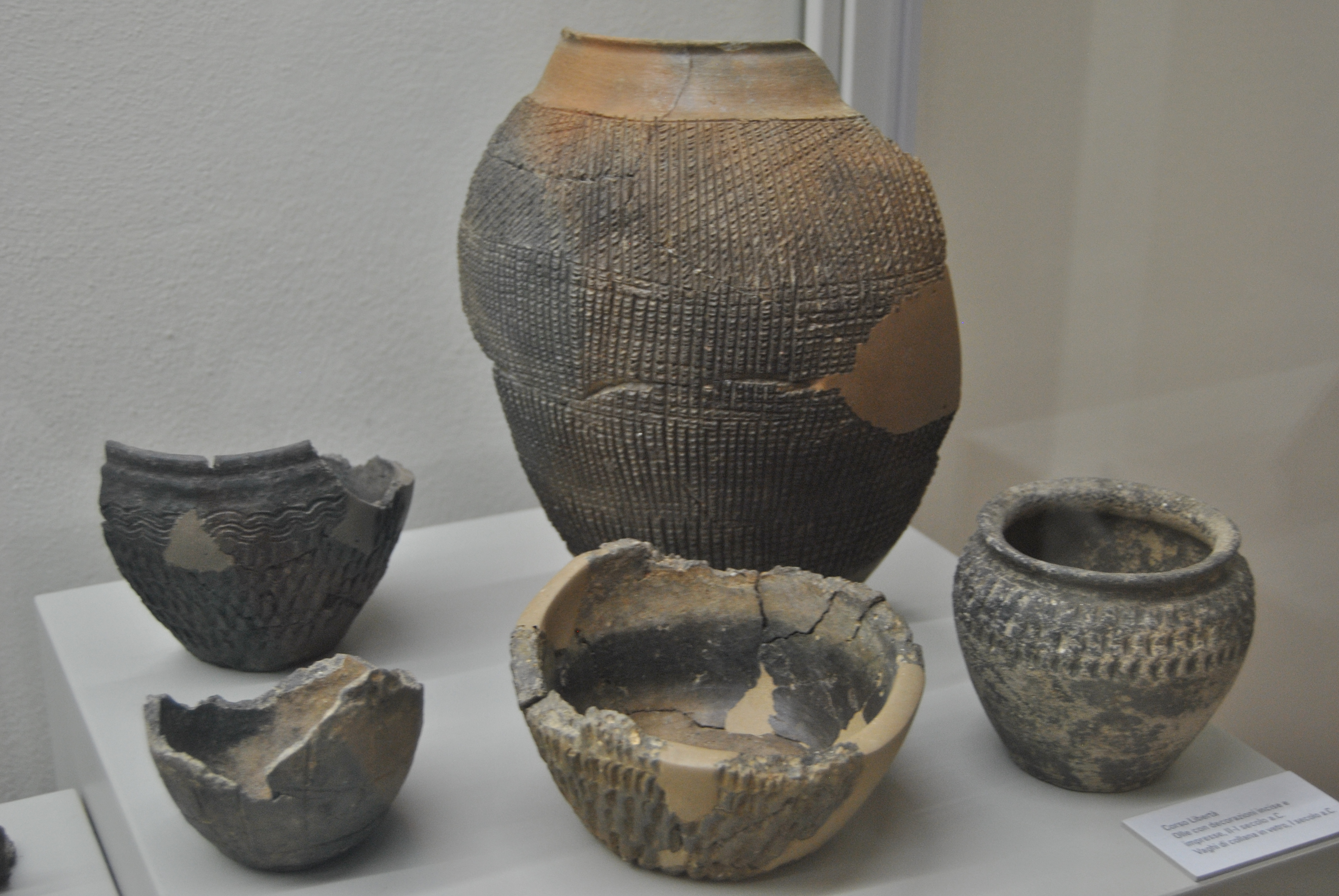
Ceramica dei libui
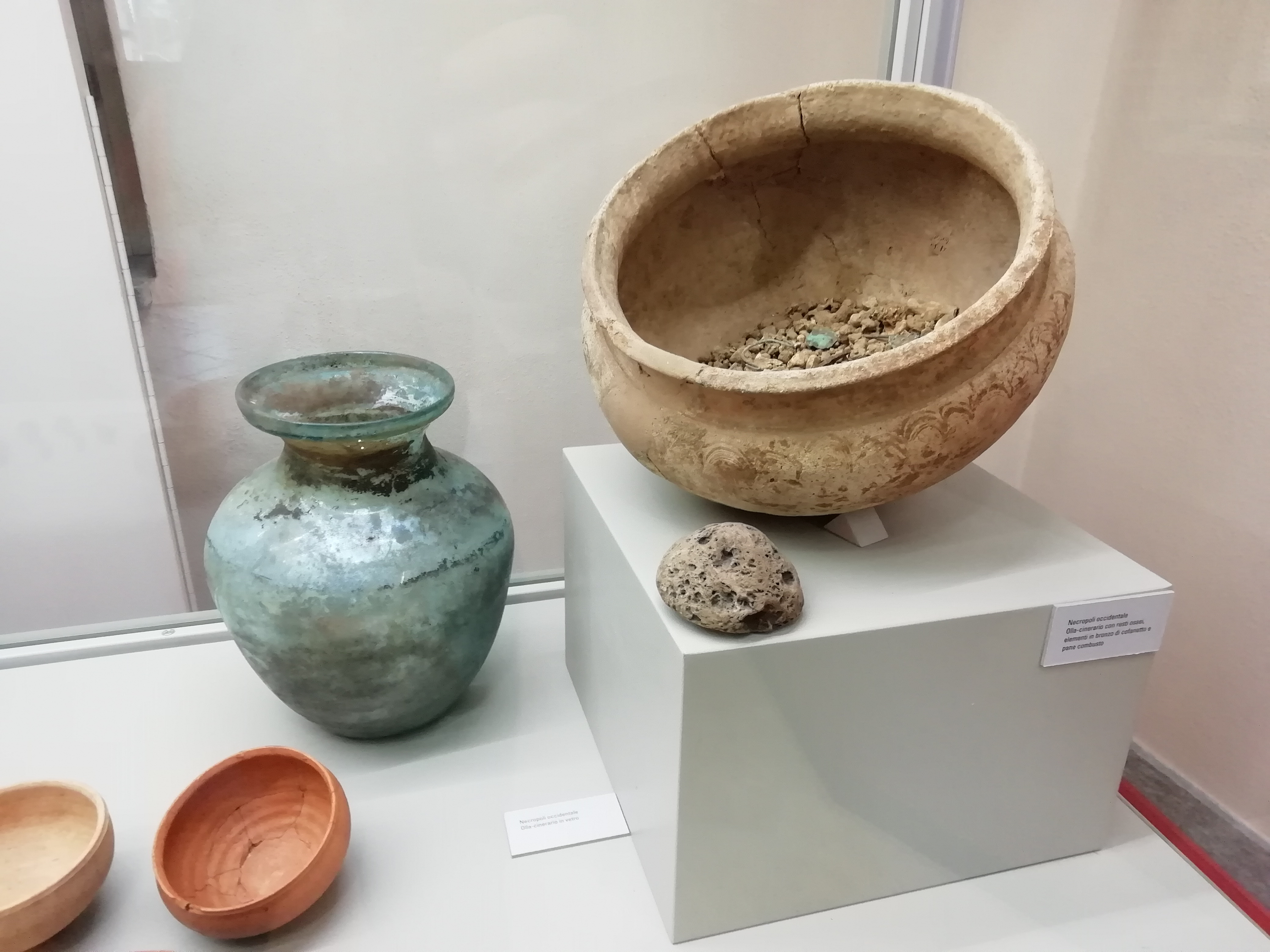
Olla funeraria e corredi